# Орден заслуга за народ
Орден заслуга за народ (мкд. Орден заслуги за народ, словен. Red zaslug za ljudstvo) је било одликовање Социјалистичке Федеративне Републике Југославије у два степена.
Орден је установило Председништво Антифашистичког већа народног ослобођења Југославије, 9. јуна 1945. године, а истом одлуком је установљена Медаља заслуга за народ. Додељивало се — за нарочите заслуге стечене у борби против непријатеља за ослобођење земље, за заслуге у изградњи социјализма и социјалистичких самоуправних односа, за организовање и учвршћивање општенародне одбране, безбедности и независности земље, као и за заслуге у области привреде, науке и културе. Орден се пред појединаца, могао доделити и војним јединицама или установама, а носио се на десној страни груди.
Законом о изменама и допунама Закона о одликовањима ФНР Југославије од 1. марта 1961. године извршена је измена назива Ордена, па је од тада имао следеће редове:
- Орден заслуга за народ са златном звездом (раније Орден заслуга за народ  реда) — 11 у важносном реду југословенских одликовања.
- Орден заслуга за народ са сребрним зрацима (раније Орден заслуга за народ  реда) — 20 у важносном реду југословенских одликовања.
- Орден заслуга за народ са сребрном звездом (раније Орден заслуга за народ  реда) — 30 у важносном реду југословенских одликовања.

Аутор Ордена заслуга за народ и Медаље заслуга за народ био је југословенски сликар Ђорђе Андрејевић Кун. Орден је кружног облика, а основу чине зраци са звездом петокраком на којој је мушка фигура са развијеном заставом. У сва три реда Орден је визуелно идентичан, а разликује се само материјал израде у зависности од степена.
Додела Ордена и Медаље започела је одмах по њиховом установљењу и до 31. децембра 1985. године додељено је укупно 5.668 Ордена заслуга за народ са златном звездом (I реда), 39.534 Ордена заслуга за народ са сребрним зрацима (II реда), 282.864 Ордена заслуга за народ са сребрном звездом (III реда) и 430.666 Медаља заслуга за народ.
| Изглед и траке одликовања                 | Изглед и траке одликовања                  | Изглед и траке одликовања                  |
| Орден заслуга за народ са златном звездом | Орден заслуга за народ са сребрним зрацима | Орден заслуга за народ са сребрном звездом |
| ----------------------------------------- | ------------------------------------------ | ------------------------------------------ |
| Изглед одликовања                         |                                            |                                            |
|                                           |                                            |                                            |
| Траке одликовања                          |                                            |                                            |
|                                           |                                            |                                            |